# Publiciánská žaloba
Publiciánská žaloba pochází už z římského práva a slouží k ochraně držitele věci jako jejího domnělého vlastníka. Vlastnictví žalobce se předpokládá, nemusí je prokazovat, a přesto mu náleží stejná práva, jako v případě vlastnické zápůrčí žaloby nebo žaloby na vydání věci.

## Římské právo
Ochranu vlastníků, kteří sice nabyli mancipační věci, ale nestali se vlastníky kviritskými, tedy vlastníky skutečnými, protože k převodu nedošlo způsobem podle přísného civilního práva, zavedl až ke konci římské republiky praetor Publicius. Podle něj je také žaloba pojmenována (actio Publiciana in rem). Její zavedení si vynutil rozvíjející se obchod, bylo nutné zabránit nebezpečí případné vindikace ze strany kviritských vlastníků zpět, jimž určitá mancipační věc de iure stále patřila. Šlo o fiktivní žalobu, soudce měl brát žalobce jako skutečného vlastníka věci, jestliže byly splněny všechny podmínky jejího vydržení, s výjimkou času, ten bylo nutné si „přimyslet“. Chráněni jí původně byli jen tzv. bonitární vlastníci, tedy ti, kteří nabyli mancipační věc tradicí, a to i proti kviritským vlastníkům, později všichni držitelé v dobré víře.

## České právo
Publiciánská žaloba byla obsažena v § 372-374 obecného zákoníku občanského a zmiňoval se o ní v § 152 odst. 2 i občanský zákoník z roku 1950, její výslovnou úpravu naopak postrádal občanský zákoník z roku 1964. Nově je tak zakotvena v § 1043 občanského zákoníku z roku 2012.
Žalobce, který je poctivým, řádným a pravým držitelem věci, se prostřednictvím této žaloby může proti tomu, kdo mu věc neprávem zadržuje nebo mu do jeho práva jinak neprávem zasahuje, domoci stejné ochrany, jaká přísluší vlastníkovi. Tedy vydání věci, případně odstranění následků zásahu a vrácení do předešlého stavu, přičemž v zásadě musí prokázat pouze svou kvalifikovanou držbu. Žalovaný se ale může ubránit tím, že prokáže své vlastnictví věci, případně alespoň stejně kvalifikovanou držbu (v takovém případě bude silnější právo toho, kdo věc nabyl za úplatu). Jestliže by žalobce kvalifikovanou držbu neprokázal, stále ještě může využít žalobu z rušené držby.